# Masyw Termitów
Masyw Termitów (także Góry Termitów lub Termit) – górzysty obszar (niskie pasmo górskie) w południowym Nigrze w regionie Zinder.

## Geografia
Znajdujący się w północnej części nigerskiego regionu Zinder Masyw Termitów to wzniesienia z skał wulkanicznych i piaskowca. Uważa się, iż masyw ten ma dużą wartość przyrodniczą i turystyczną. Na terenie masywu występuje klimat pustynny, a temperatura waha się między 23°C a 38 °C. Rosną tam głównie akacje i niektóre trawy.  Pora deszczowca trwa od czerwca do września, w pozostałych miesiącach trwa pora sucha. Spada tam mniej niż 100 mm deszczu rocznie. Masyw ten stanowi jeden z niewielu obszarów, na których żyją adaksy pustynne. Na jego terenie znajduje się Rezerwat Masywu Termitów, który został zgłoszony przez rząd Nigru do wpisania na listę światowego dziedzictwa UNESCO w 2006 roku. Na obszarze oraz w okolicy masywu są liczne wydmy.

## Populacja
Masyw zamieszkiwany jest przez plemiona koczownicze. Na obszarze tym przebywają ludy Hausa oraz Tubu, a także Tauregowie. Obszar ten charakteryzuje się niewielkim zaludnieniem. Ludzie zamieszkiwali Masyw Termitów od czasów prehistorycznych, na obszarze tym znajdują się liczne ryciny i malowidła oraz stanowiska archeologiczne. Prehistoryczni ludzie zamieszkujący ten obszar potrafili wytapiać żelazo i miedź (według raportu UNESCO z 2002 roku). W 1989 roku Rajd Dakar prowadził przez Masyw Termitów.

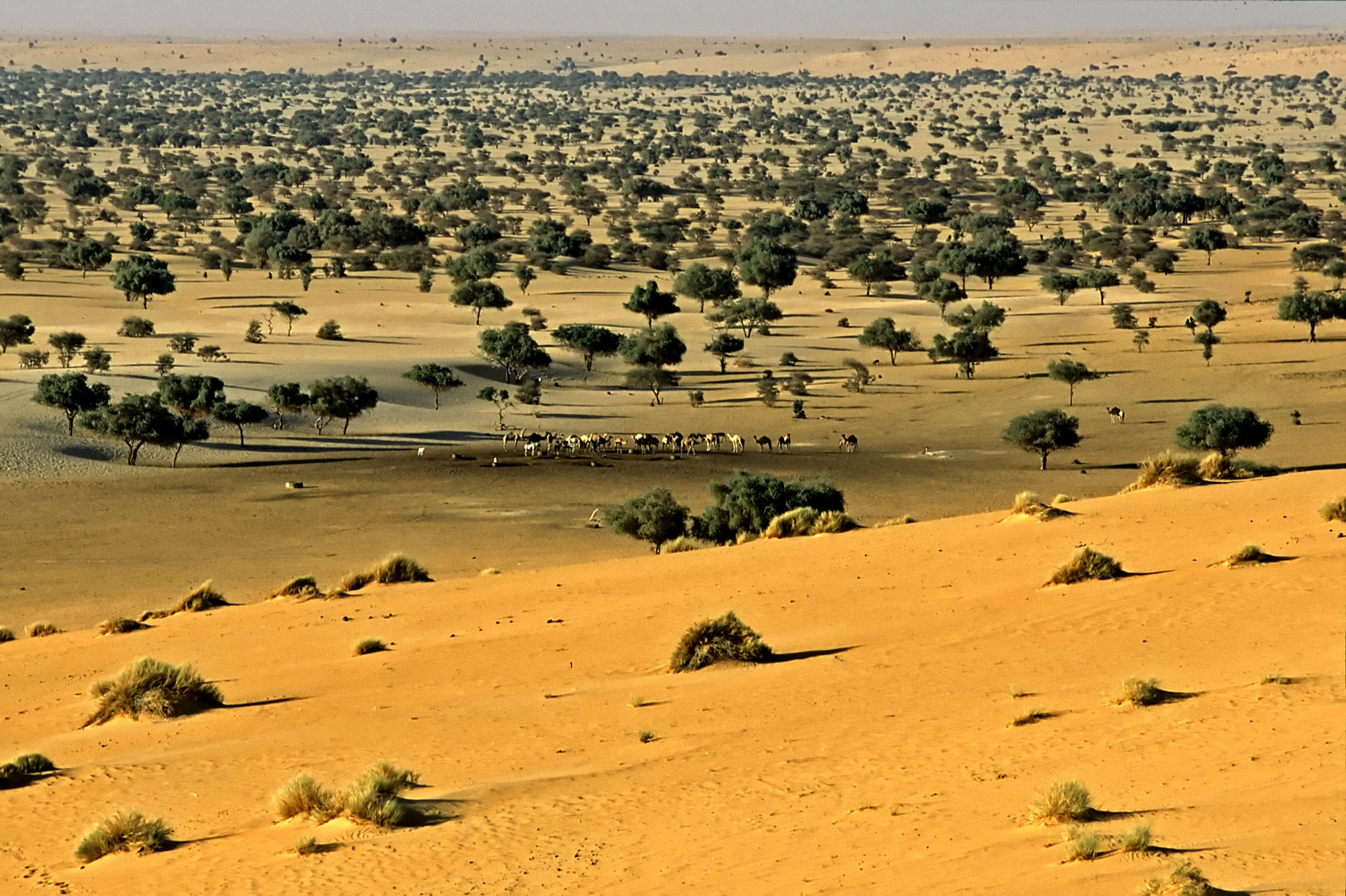
Część masywu porośnięta akacjami.